# اسلامشهر
اسلامشهر مرکز شهرستان اسلامشهر و دومین شهر پرجمعیت در استان تهران است.

## جمعیت

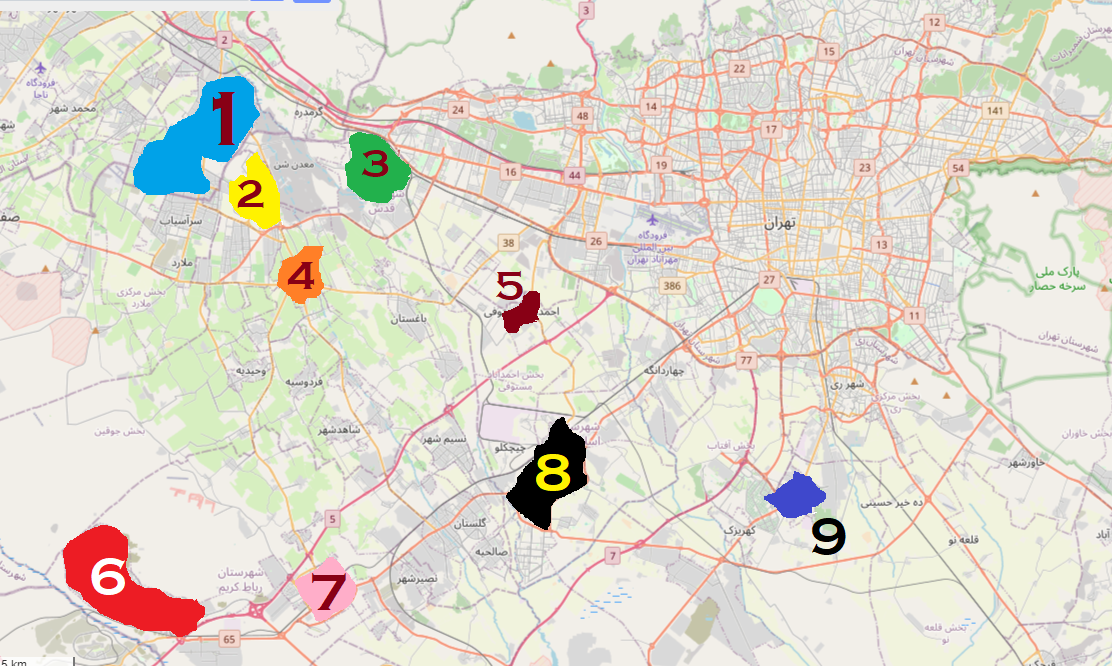
موقعیت برخی از شهرهای حاشیه‌ای جنوب، جنوب غرب و غرب نزدیک تهران ۱- فردیس ۲- اندیشه ۳- شهر قدس ۴- شهریار ۵- احمدآباد مستوفی ۶- پرند ۷- رباط کریم ۸- اسلامشهر ۹- باقر شهر

بر طبق سرشماری عمومی نفوس و مسکن (۱۳۹۵) مرکز آمار ایران این شهرستان در سال ۱۳۹۵، ۴۴۸٬۱۲۹ نفر (۱۳۹۵) جمعیت داشته‌است.

## پیشینه
اسلامشهر در روزگار کهن روستایی به نام قاسم‌آباد شاهی بوده‌است. یکی از روستاهای اسلامشهر فیروز بهرام است که بنای آن را به فیروز نسبت داده‌اند. اسلامشهر در دوران قاجار منزلگاه اردوی همایونی بوده و به نام قاسم‌آباد شاهی یا قاسم‌آباد خالصه نیز خوانده می‌شده‌است.
اسلام‌شهر را در آغاز روستاهای چندی تشکیل می‌داد؛ به گونه‌ای که کهن‌ترین قنات، مدرسه، گرمابه همگانی، آتشکده زرتشتیان باستان (در نزدیکی ایرین) و گردشگاه‌های ثروتمندان شهرنشین در روستای ضیاآباد بوده‌است. سالور به‌دلیل نزدیکی به رودخانهٔ کن از آبادی‌های بسیار قدیمی و زیبا بوده‌است. قاسم‌آباد و ایرین و چیچکلو و محمّدآباد چهارطاقی از دیگر آبادی‌های اسلامشهر بوده‌اند. در سال ۱۳۵۴ شهرداری اسلامشهر تشکیل شد.

## آثار باستانی و مذهبی
- تپه مافین آباد مربوط به هزاره ۵ و ۴ قبل از میلاد است و در اسلامشهر، جنوب شهرک قائمیه واقع شده. این اثر در تاریخ ۳ اسفند ۱۳۷۷ با شمارهٔ ثبت ۲۲۳۵ به‌عنوان یکی از آثار ملی ایران به ثبت رسیده‌است.

- آتشکده ضیاءآباد که چیز زیادی از آن باقی نمانده‌است.

- امامزاده عقیل، از نوادگان عباس بن علی بن ابی طالب است. بقعه او در خیابان شهید مدنی اسلامشهر واقع شده‌است. بنای بقعه در مساحتی حدود ۳۷۰۰۰ متر مربع قرار دارد. پلان بنا مستطیل شکل دارای گنبدی خشتی است. نمای بیرونی بقعه با کاشی‌های معرق آبی، زرد و فیروزه‌ای رنگ پوشیده شده و بر روی کاشی‌ها کتیبه‌های زیادی به خط کوفی و نستعلیق وجود دارد. ضریح مشبک روی مرقد در سال ۱۳۷۲ در اصفهان ساخته شده و در حرم مطهر نصب گردیده‌است. اصالت بنای بقعه به دوره صفویان بازمی‌گردد و در دوره‌های قاجاریان و معاصر نیز مورد مرمت قرار گرفته و قسمت‌هایی به آن افزوده شده‌است. نام این بقعه در فهرست آثار تاریخی میراث فرهنگی استان تهران به ثبت رسیده‌است.

- امامزاده عیسی در شهرک واوان، بلوار ولی عصر واقع شده‌است. نسب وی به علی بن ابی طالب می‌رسد. گنبدخانه، دو شبستان شمالی و جنوبی در دو طرف گنبدخانه، ایوان ورودی در شرق مجموعه، دو اتاق مرتبط به ایوان، نمازخانه و … از مشخصات و اجزای این مکان است. در سال ۱۳۸۱ نیز ضریحی مشبک و فلزی که مزین به اسامی ائمه شیعه است، جایگزین ضریح چوبی و مشبک پیشین شد.[۷]

## متروی اسلامشهر
خط متروی اسلامشهر در امتداد جنوبی خط ۳ مترو تهران در حال احداث می باشد. و احتمالا اواخر سال ۱۴۰۴ راه اندازی می‌شود.

## نگارخانه

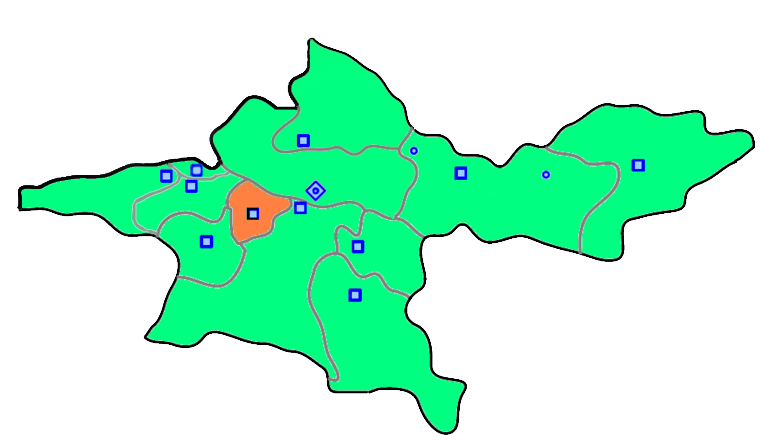
نقشه شهرستان اسلامشهر در استان تهران
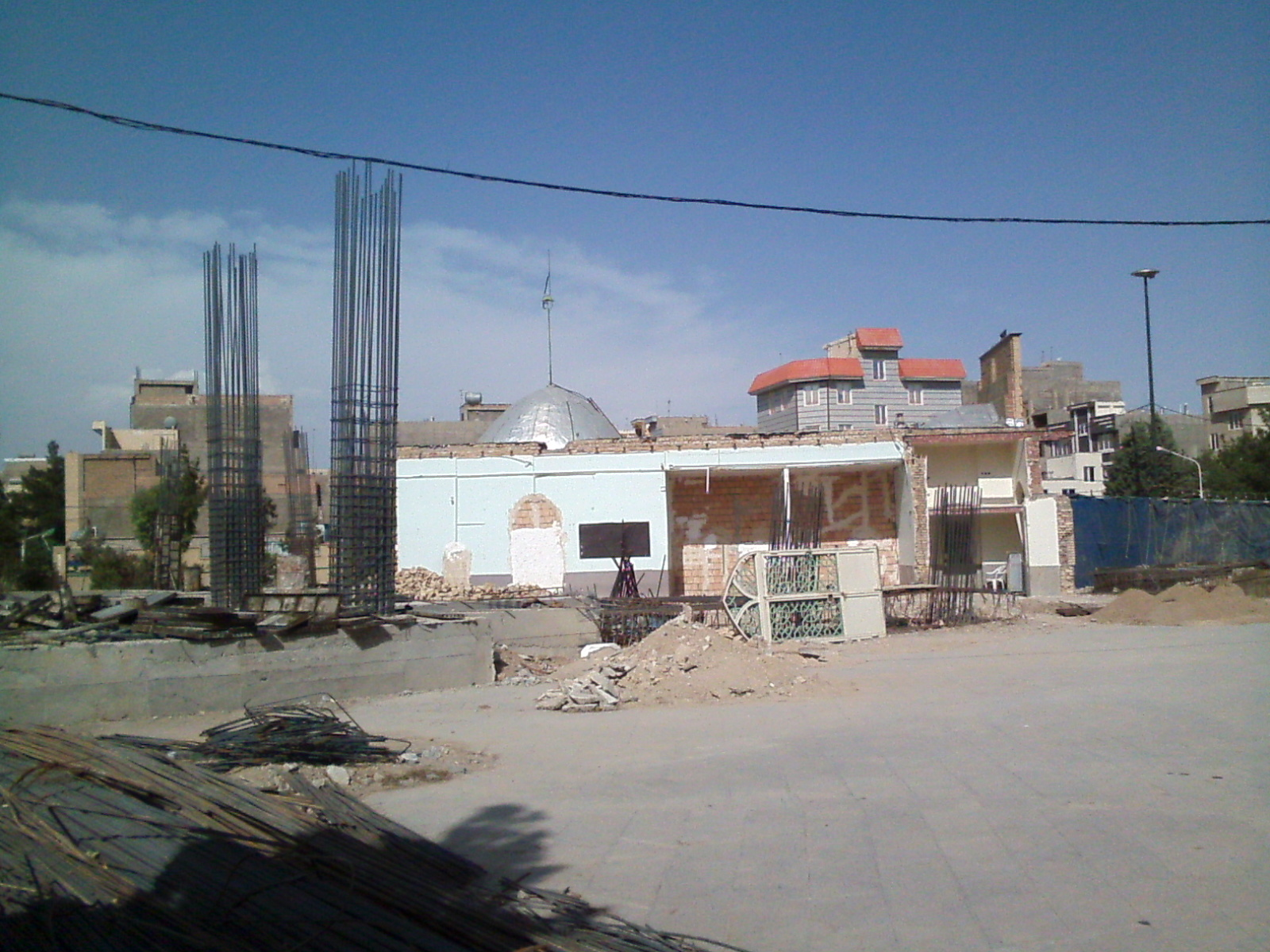
بازسازی امامزاده عقیل در بهار ۹۴
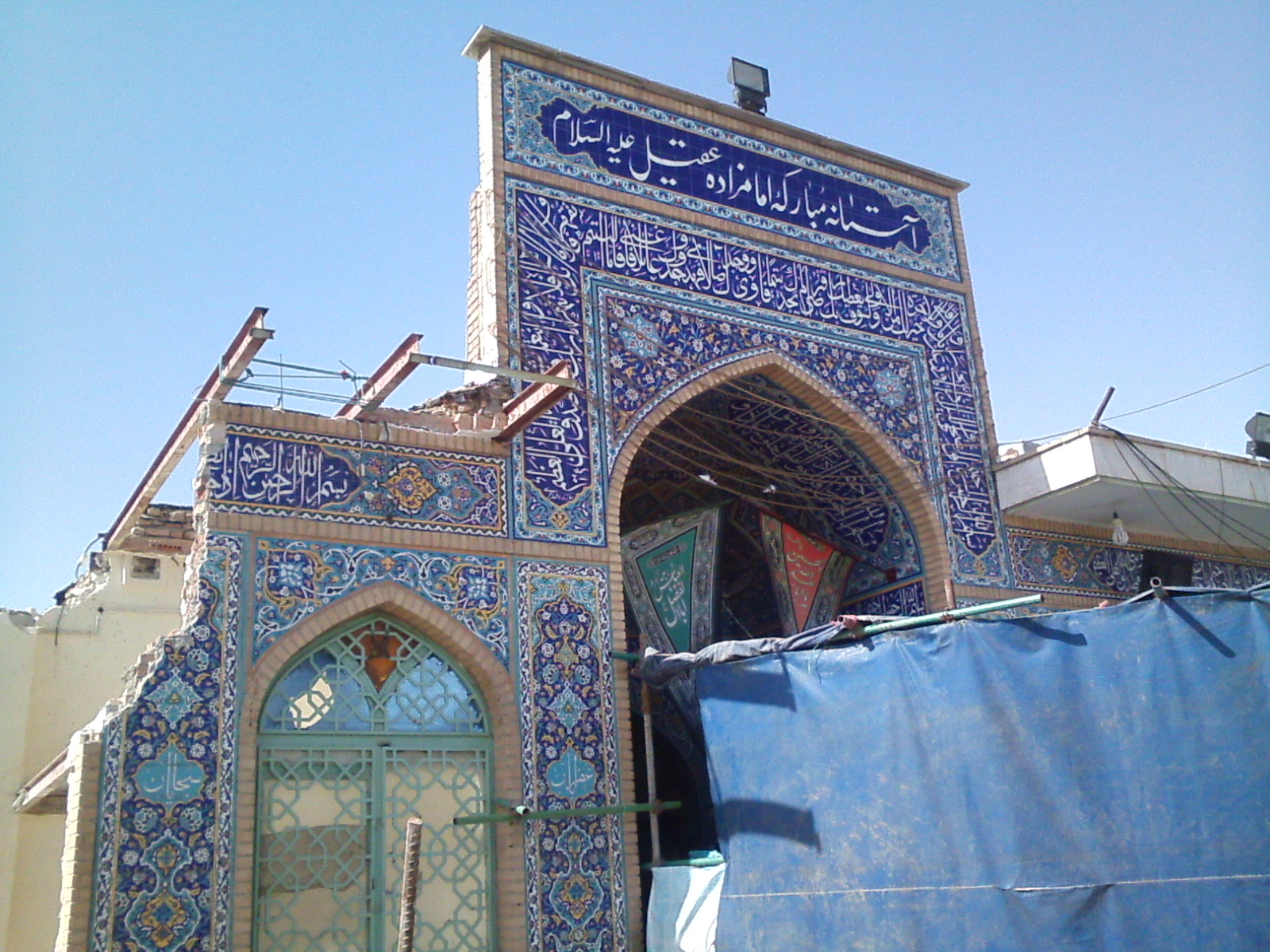
امامزاده عقیل
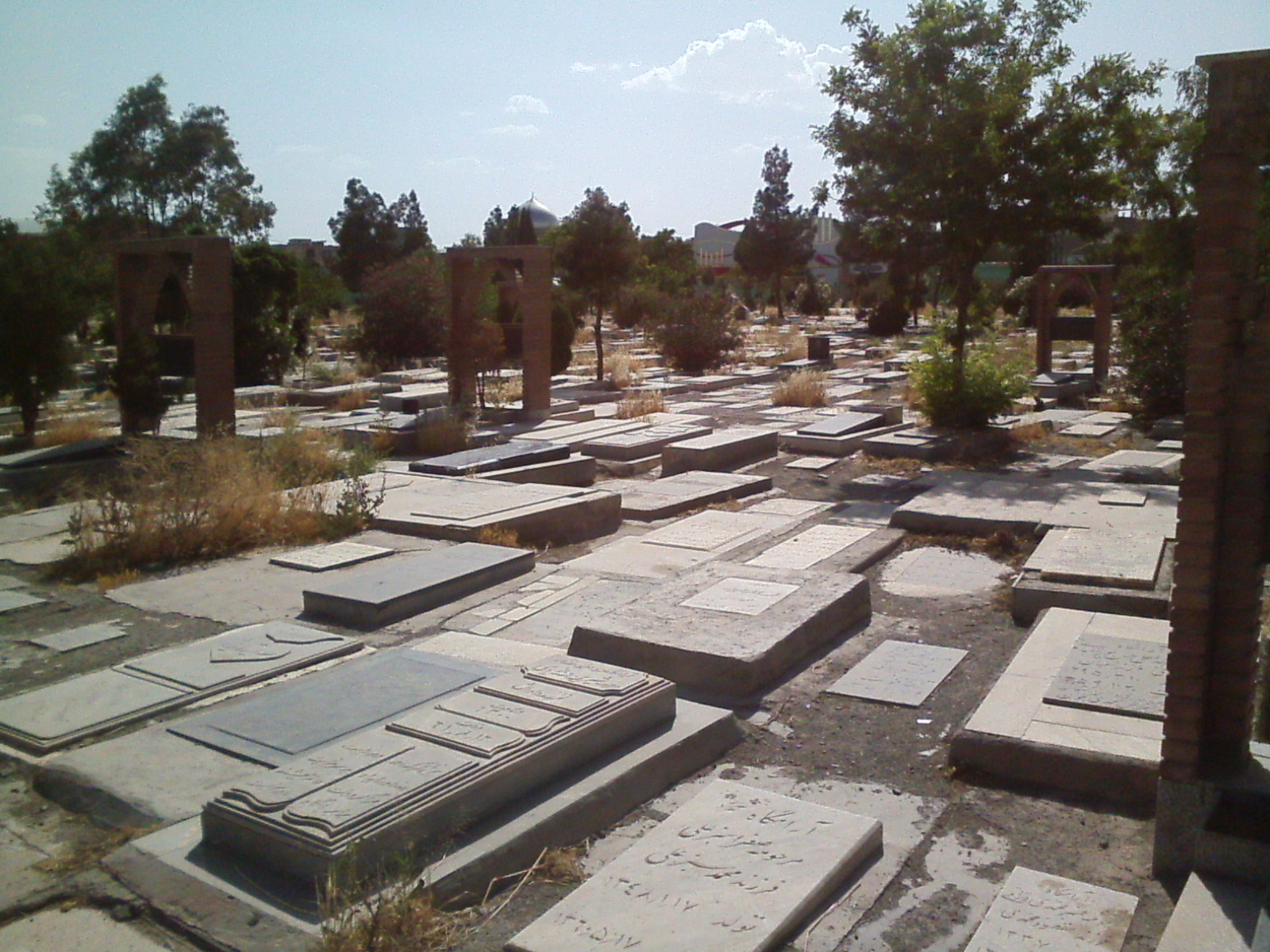
قبرستان امامزاده عقیل
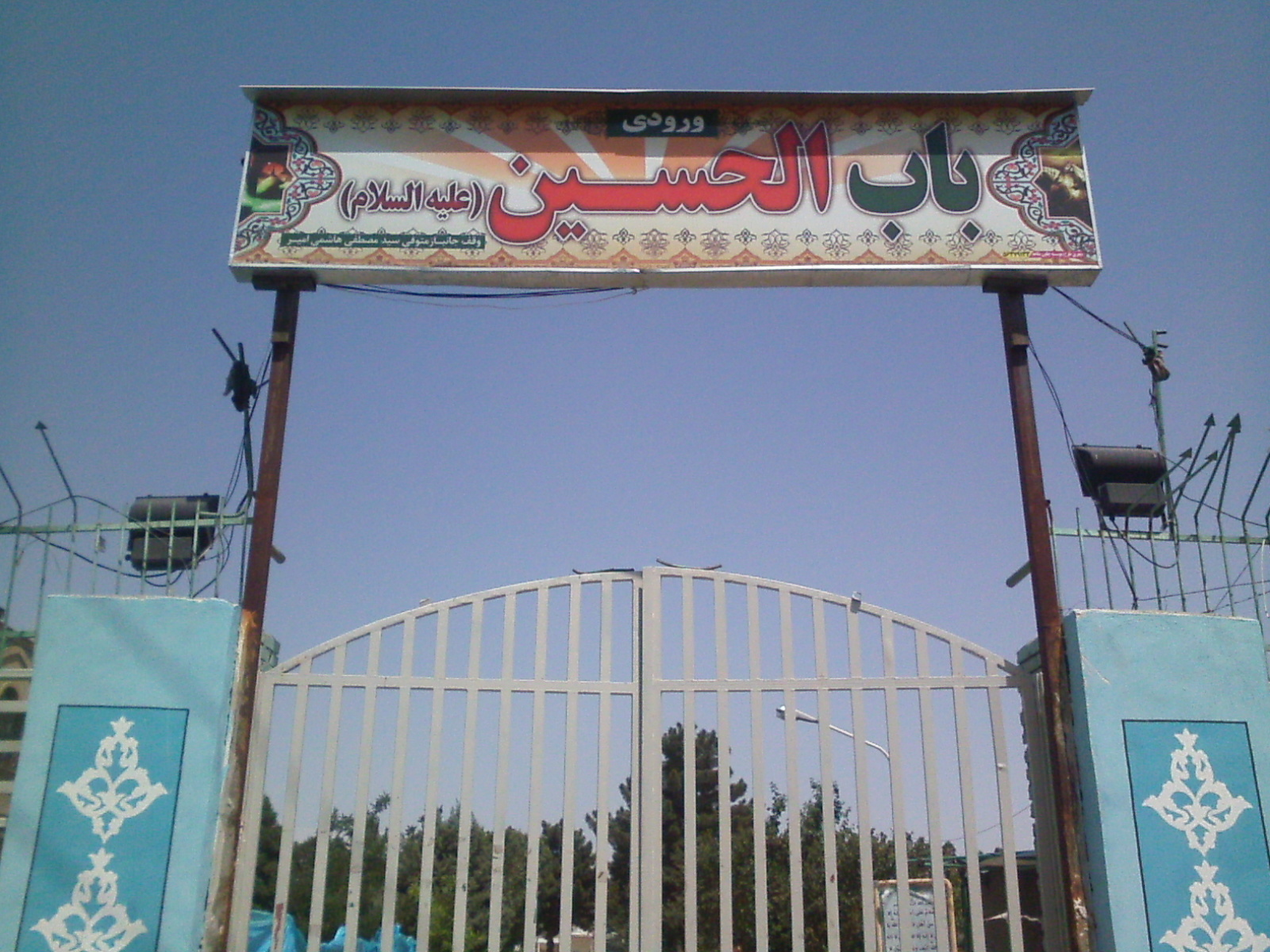
ورودی امامزاده عقیل
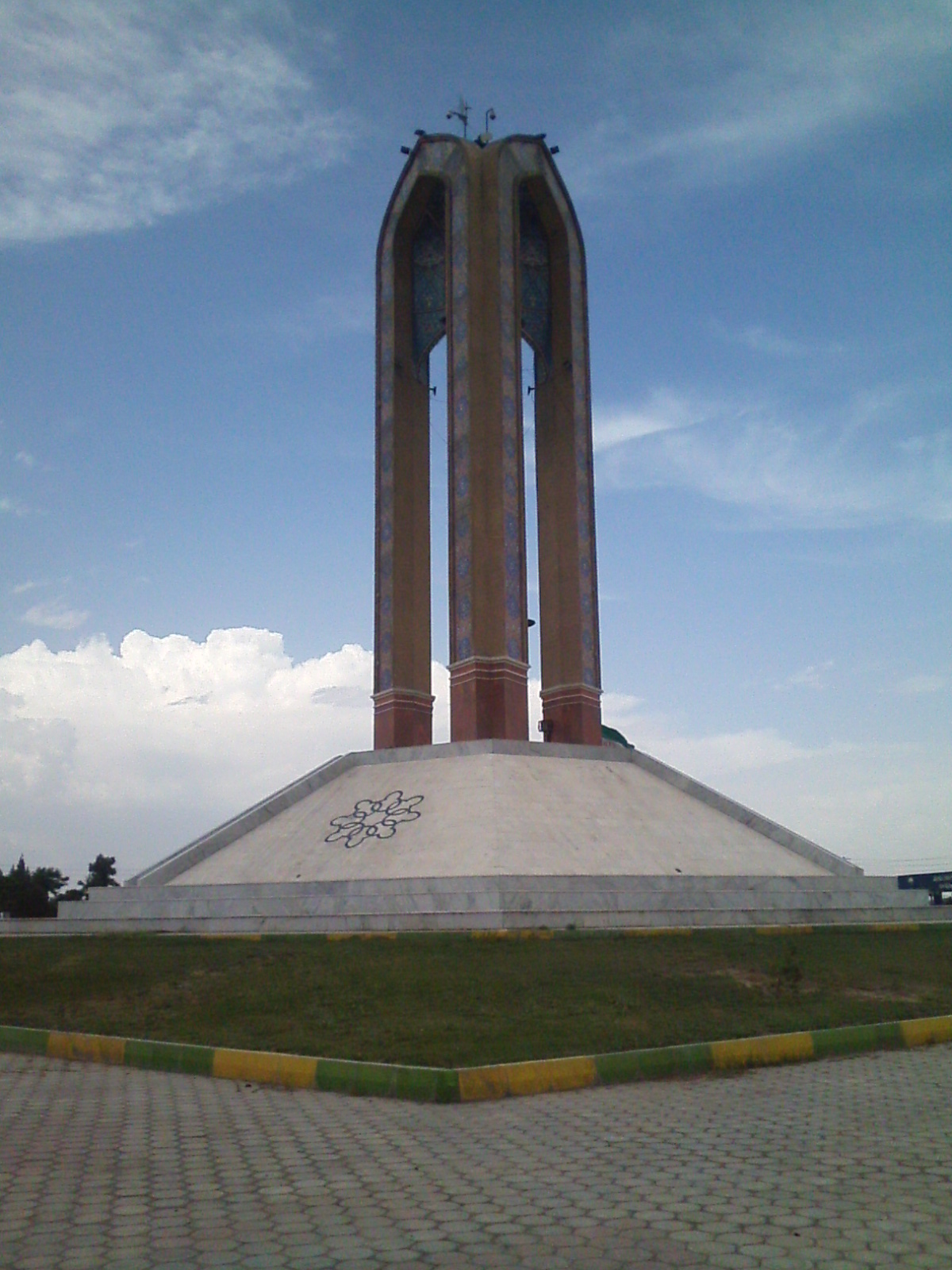
میدان نماز
امامزاده طاهر
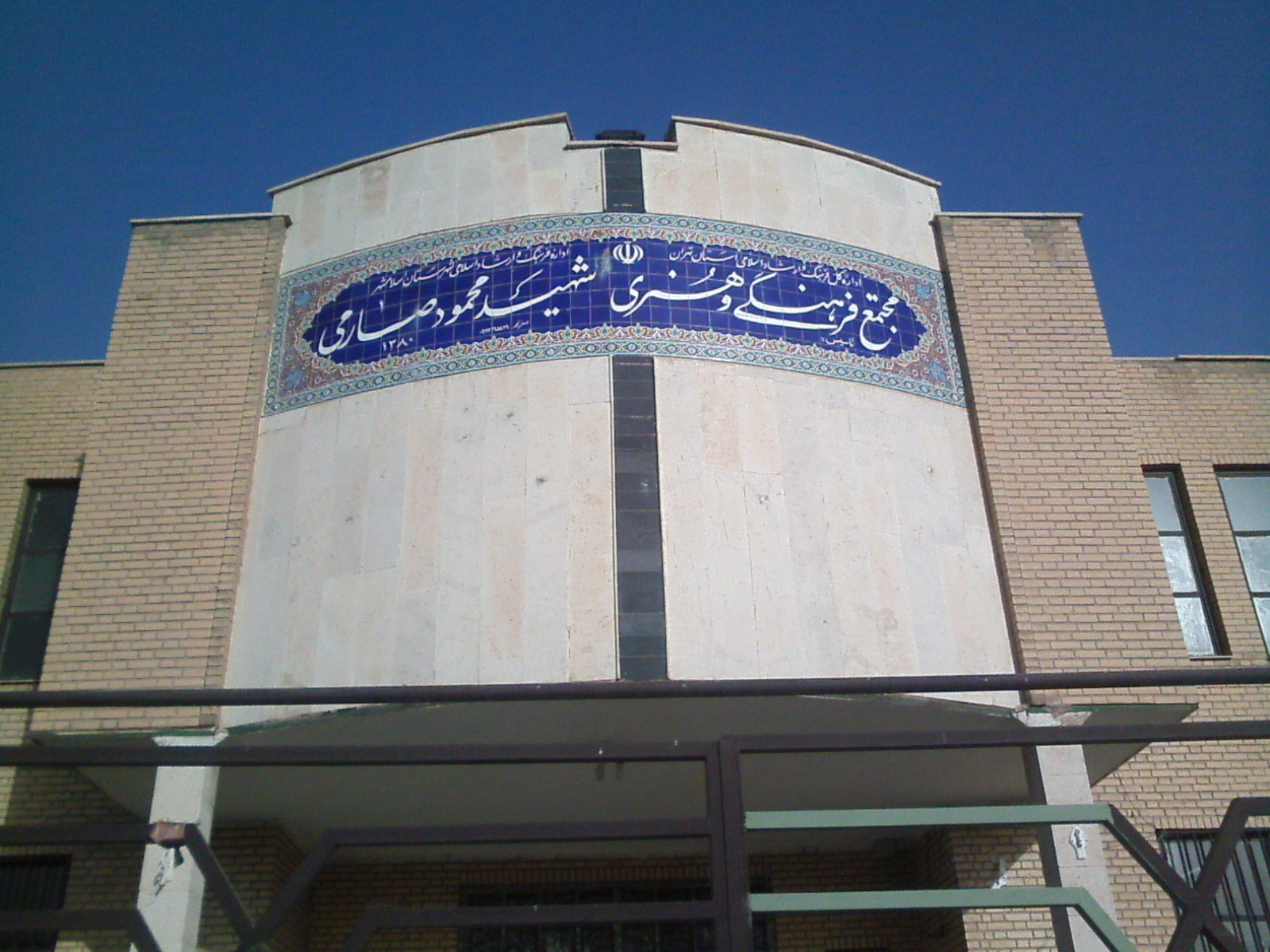
مجتمع فرهنگی و هنری شهید محمود صارمی
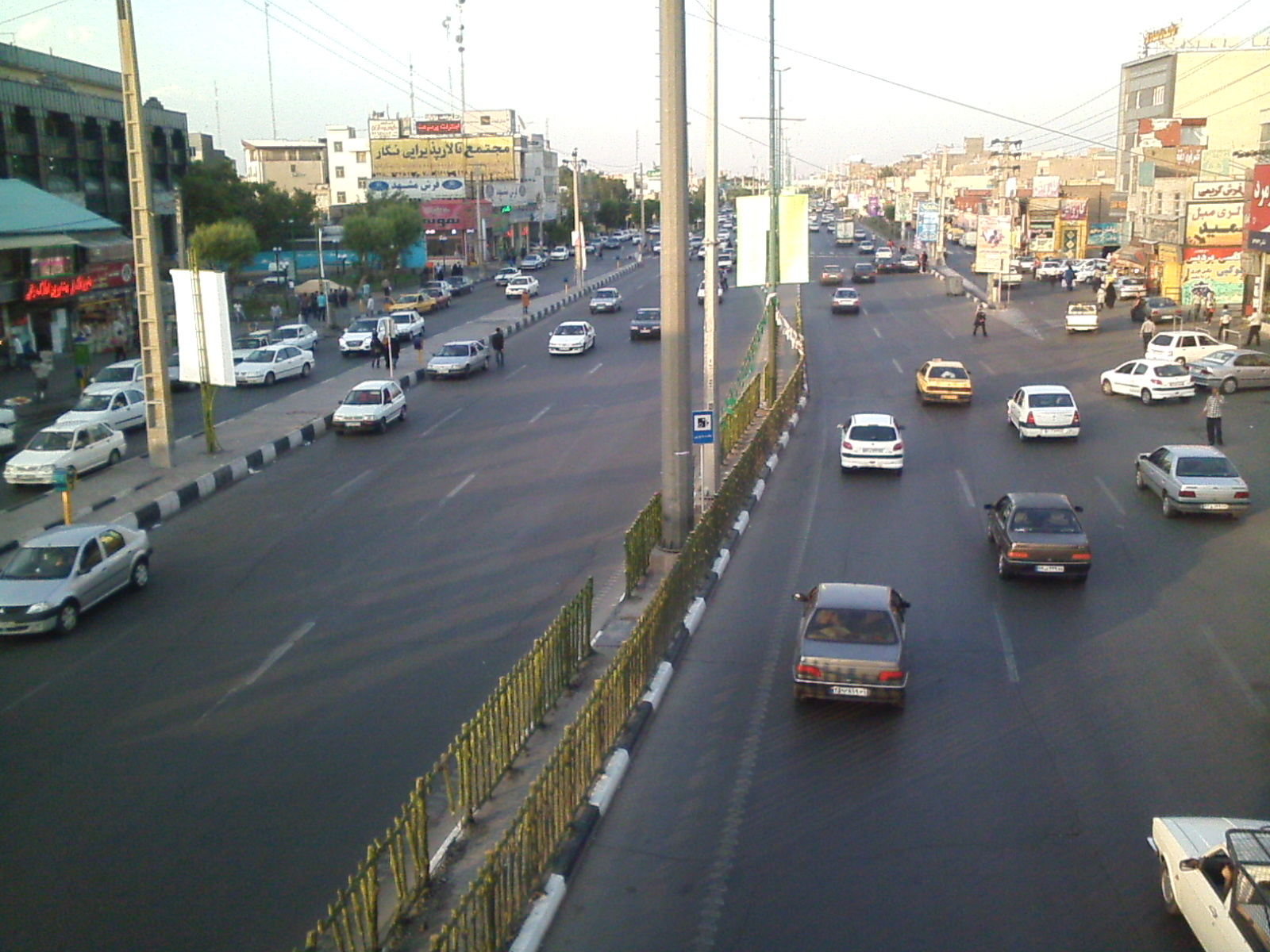
جاده ساوه اسلامشهر
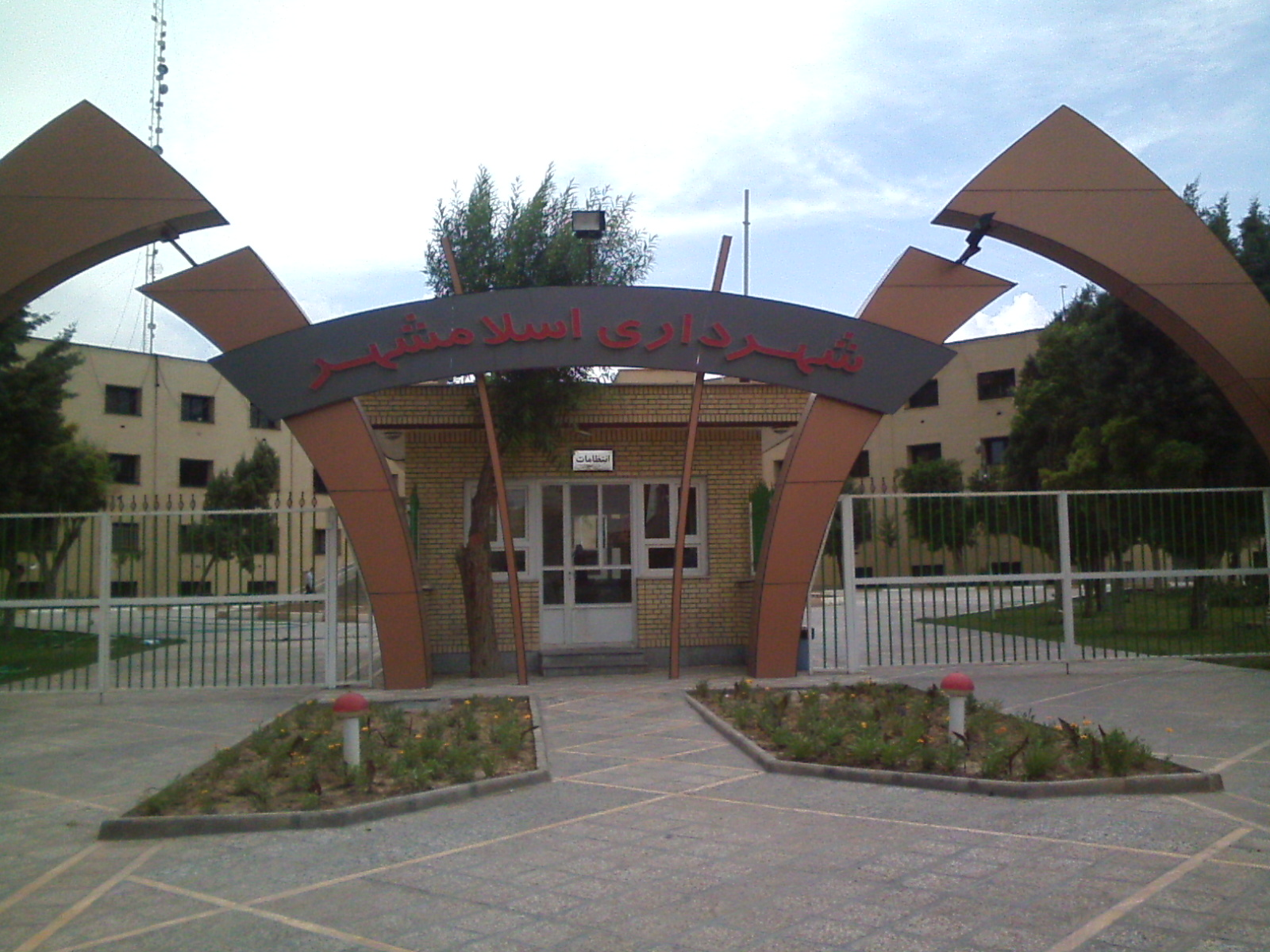
شهرداری اسلامشهر